# Богатырёв, Александр Фёдорович
Александр Фёдорович Богатырёв (род. 15 марта 1950, Смоленск) — российский учёный, доктор технических наук, профессор, заслуженный работник высшего образования РФ, заслуженный работник народного образования РФ. С 1994 по 2004 год занимал должность директора Смоленского филиала Московского энергетического института (МЭИ).

## Биография
Александр Фёдорович Богатырёв родился 15 марта 1950 года в городе Смоленске. В 1972 году окончил Смоленский филиал Московского энергетического института по специальности «Электрические станции». После окончания института начал трудовую деятельность в родном вузе, пройдя путь от ассистента до профессора. В 1994 году был назначен директором Смоленского филиала МЭИ, эту должность он занимал до 2004 года.

## Научная деятельность
Александр Фёдорович является автором более 100 научных работ в области энергетики и электротехники. Под его руководством были выполнены и защищены несколько кандидатских диссертаций. Он внёс значительный вклад в развитие научных исследований в области энергетики, особенно в сфере повышения эффективности работы электрических станций.

## Административная деятельность
В период руководства Александра Фёдоровича (1994—2004) Смоленский филиал МЭИ значительно расширил спектр образовательных программ, увеличилось количество студентов, были открыты новые специальности и направления подготовки. Под его руководством филиал укрепил свои позиции как ведущий образовательный и научный центр региона.

## Награды и признание
- Заслуженный работник высшего образования Российской Федерации
- Заслуженный работник народного образования Российской Федерации